# Pınarbaşı (Kayseri)

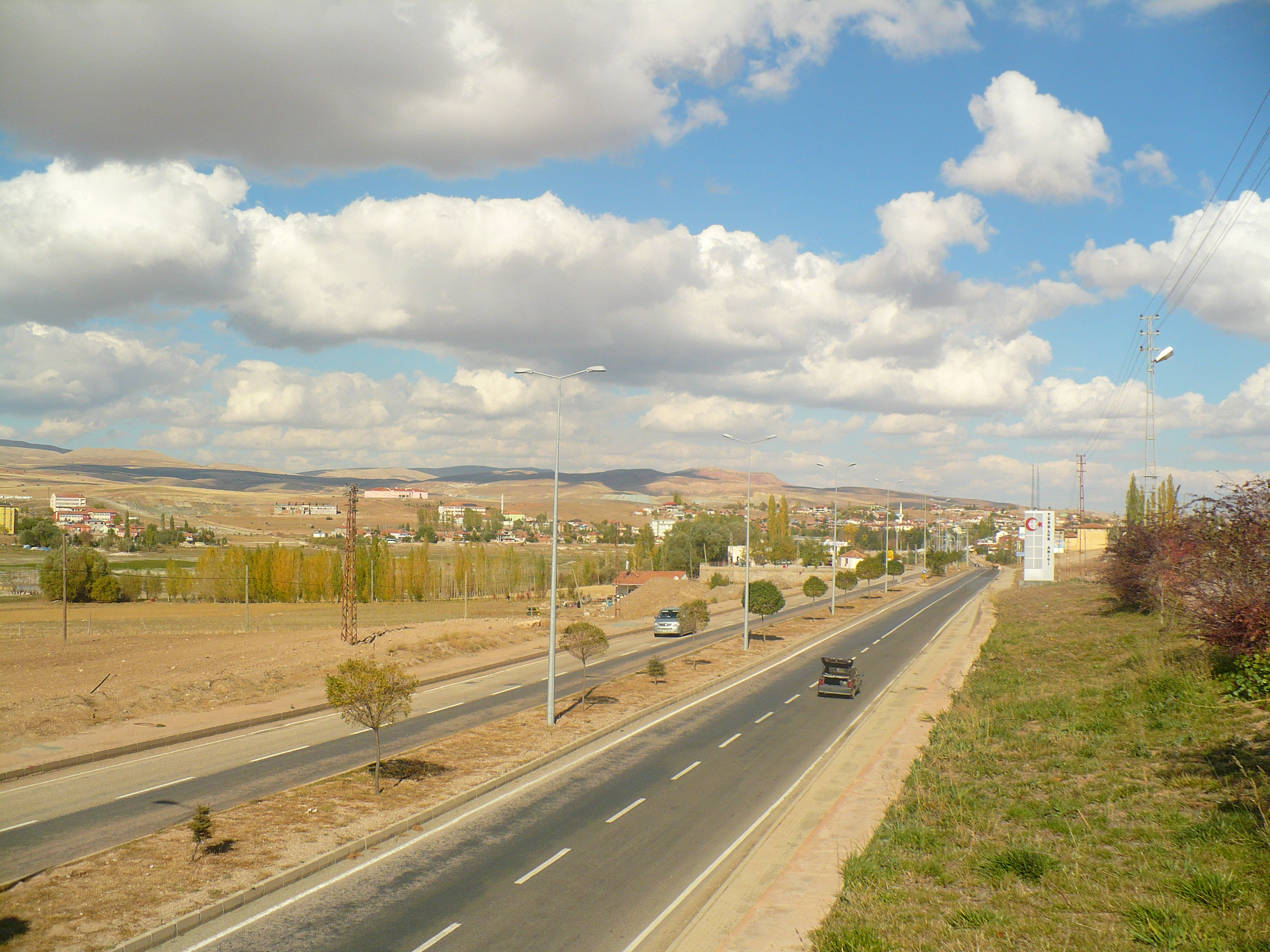
Pınarbaşı

Pınarbaşı ist eine Stadtgemeinde (Belediye) im gleichnamigen Ilçe (Landkreis) der Provinz Kayseri in der türkischen Region Zentralanatolien und gleichzeitig ein Stadtbezirk der 1988 gebildeten Büyükşehir belediyesi Kayseri (Großstadtgemeinde/Metropolprovinz). Seit der Gebietsreform 2013 ist die Gemeinde flächen- und einwohnermäßig identisch mit dem Landkreis.
Die Stadt liegt etwa 40 Kilometer östlich der Provinzhauptstadt Kayseri. Die im Stadtlogo vorhandene Jahreszahl (1863) dürfte auf das Jahr der Ernennung zur Stadtgemeinde (Belediye) hinweisen. Pınarbaşı hieß vor Gründung der Türkei Aziziye.
Pınarbaşı ist der flächenmäßig größte Landkreis der Provinz und liegt in ihrem Osten. Er grenzt im Südosten an Sarız, im Südwesten an Tomarza, im Westen an Bünyan, im Nordwesten an Akkışla und im Norden und Osten an die Provinz Sivas. Durch den Landkreis verläuft von Westen nach Osten die Fernstraße D-300, die von Izmir im Westen über Kayseri nach Van führt. In der Stadt zweigt nach Süden die D-815 ab, die über Sarız weiter als D-825 und später D-835 bis nach Gaziantep verläuft. Im Südosten des Kreises liegt der Nordhang des Gebirges Tahtalı Dağları, im Nordwesten der Aygörmez Dağı mit 2233 Metern und der Hınzır Dağı mit 2461 Metern Höhe. Durch die Stadt fließt der Zamantı Irmağı, der weiter südlich mit dem Göksu zum Seyhan vereinigt ins Mittelmeer mündet. Er ist westlich der Kreisstadt zum Bahçelik Barajı aufgestaut.
Beim ehemaligen Dorf Melikgazi (jetzt ein Mahalle), etwa 15 Kilometer westlich von Pınarbaşı liegen die gleichnamige byzantinisch-seldschukische Burg (auch Zamantı Kalesi) und eine Türbe (Melikgazi Türbesi). Beim Dorf Karakuyu im Nordosten des Landkreises sind Reste eines hethitischen Staudamms mit einer Inschrift des Großkönigs Tudhalija IV. zu sehen.

## Verwaltung
Der Landkreis (bzw. der Kaza als Vorgänger) bestand schon vor Gründung der Türkischen Republik (1923) und lag in Sivas (Provinz/Wilayet). Seit 1926 zu Kayseri gehörig, zählte Pınarbaşı bei der ersten Volkszählung 1927 44.958 Einwohner (in 208 Dörfern auf 4.330 km²), davon 3.153 im gleichnamigen Verwaltungssitz.
(Bis) Ende 2012 bestand der Landkreis neben der Kreisstadt aus den beiden Stadtgemeinden (Belediye) Kaynar und Pazarören sowie 112 Dörfern (Köy) in vier Bucaks, die während der Verwaltungsreform 2013 in Mahalle (Stadtviertel/Ortsteile) überführt wurden. Die neun bestehenden Mahalle der Kreisstadt blieben erhalten, während die Mahalle der beiden anderen Belediye vereint und zu je einem Mahalle reduziert wurden. Durch Herabstufung dieser Belediye und der Dörfer zu Mahalle stieg deren Zahl auf 122 an. Ihnen steht ein Muhtar als oberster Beamter vor. 
Ende 2020 lebten durchschnittlich 188 Menschen in jeder Mahalle, 2.741 Einw. im bevölkerungsreichsten (Hürriyet Mah.).

## Persönlichkeiten
- Abidin Ünal (* 1953), General
- Gökay Akbulut (* 1982), deutsche Politikerin (Die Linke)
- Ramazan Durdu (* 1983), Fußballspieler
- Tolga Yıldız (* 1990), Fußballspieler